# Василий Суриков
Василий Иванович Суриков е руски художник, представител на передвижниците, действителен член на Петербургската художествена академия, майстор на историческата живопис, обединил традициите на историческия романтизъм с новаторството в живописта.

## Произход
Василий Суриков е роден на 12 (24) януари 1848 година в Красноярск, в семейството на губернски регистратор. И двамата му родители са потомци на старинен казашки род. Родът на Сурикови има дълга история, която започва от река Дон, където в селата Горно-Ягинск и Кундрючинск, в началото на 20 век, все още живеят казаци с тази фамилия. Известно е, че когато Ермак тръгва да воюва с татарския хан Кучум за Сибир, в неговата войска служи есаул Суриков, един от предците на художника. През 1622 година Сурикови се упоменават като основатели на град Красноярск. До 1825 година членовете на фамилията са най-обикновени редови казаци, но след това в рода им се появяват военни – сотници и десятници, а баща му и чичо му са военни командири. Братовчедът на дядо му, Александър Суриков е атаман на Енисейския казашки полк. В негова чест е наименуван и остров Атамански в река Енисей. Василий много се гордее със своя произход и пише за себе си „От всички страни аз съм казак... Моето казачество е повече от 200-годишно“. Харесва му да се представя не като художник, или академик, а като „Суриков, руски казак“.

## Красноярск
Рисуването привлича момчето още от най-ранните му детски години. На 6-годишна възраст успява да прерисува една гравюра на Петър Велики и я оцветява в червено и синьо. През 1854 година баща му получава назначение в акцизното управление на село Сухой Бузим и цялото семейство се премества там.
На 8-годишна възраст пристига в Красноярск и завършва два класа като приходящ в училището на църквата „Вси светии“. Родителите му остават да живеят в Сухой Бузим, а той е настанен при леля си. През 1858 година постъпва в Красноярското окръжно училище, където учи в продължение на три години. Първият, който забелязва таланта на момчето е учителят му по рисуване Николай Гребнев. От него Василий получава и първите си уроци. За най-ранно негово произведение се приема картината „Салове по Енисей“, която рисува на 14-годишна възраст.
Когато момчето е на 11 години, баща му умира от туберкулоза в дома им в Сухой Бузим, а майката се връща с децата си в Красноярск. Семейството изпитва сериозни финансови затруднения и разчита единствено на наема, който получава от квартиранти, настанени на втория етаж в къщата им. Василий е принуден да напусне училище и да постъпи в Енисейското губернско управление като писар.

## Санкт Петербург
През 1868 година Василий се записва в петербургското училище на Обществото за поощрение на художеството, благодарение на ходатайството на красноярския губернатор Замятин и помощта от богатия ювелир Пьотър Кузнецов, който поема разноските по обучението му. Там за три месеца усвоява три годишния материал, а през август 1869 година успешно полага изпити за прием в Императорската художествената академия в Санкт Петербург. Приет е като приходящ студент и е записан в основния клас, а на следващата година става редовен възпитаник. Тук попада под ръководството на Павел Чистяков, един от най-добрите преподаватели в страната. По задание рисува картини с библейски сюжети, а през 1874 година получава парична премия за живописната си композиция „Пирът на Балтазар“.
По време на обучението си получава всички възможни сребърни медали, а през 1874 година, за картината си „Милосърдието на самарянина“ получава малък златен медал. През същата година създава и първата си картина на тема древноруска история – „Княжеският съд“. Още тук се проявява като майстор на историко-асоциативните образи, силно доказателство за което е и неговото първо голямо произведение „Паметникът на Петър I в Петербург“ от 1870 година, закупено от Кузнецов.
През лятото на 1873 година пристига в Красноярск и за кратко живее в Хакасия, в златодобивния район на Пьотър Кузнецов. Подарява му картината си „Милосърдието на самарянина“, за която е получил малък златен медал.
По време на обучението той се стреми да преодолява условностите на академичното изкуство, въвеждайки в композициите си битови детайли, които добавят усещане за конкретната историческа епоха както в архитектурните изображения, така и в убедителността на човешките фигури. Получава званието „класен художник“ за картината си „Апостол Павел обяснява на догматиците вярата, в присъствието на цар Агрипа, сестра му Береника, и проконсул Фест“, рисувана през 1875 година. Завършва академията през същата година със звание „класен художник първа степен“.

## Москва
Половин година, след завършването си получава, по изключение, правото да пътува в чужбина за сметка на академията. В замяна на това трябва да приеме поръчка за рисуване на четири фрески на тема четирите Вселенски събора, за украса на московския храм „Христос спасител“, които му дават възможност да спечели малко пари. Това е първата и единствена поръчка, който Суриков получава през целия си живот. За да изпълни поръчката, през 1877 година, на 29-годишна възраст, се премества да живее в Москва, където е силно впечатлен от старинната архитектура. Тук работи над фреските в продължение на две години.
През различните години многократно пътува до Сибир, на реките Дон и Волга, в Крим. През следващата година се жени за Елисавета Шаре, наполовина французойка, дъщеря на граф Александър Антонович де Балмен и внучка (или племенница) на декабриста Пьотър Свистунов. Ражда се и първата им дъщеря Олга. През 1879 година имат още една дъщеря – Елена. Щастливият семеен живот и относителната материална обезпеченост позволяват на художника да се чувства сравнително спокоен и да се отдаде на творчеството си, като първо се обръща към образите от руската история. Негови правнуци са известните в цял свят режисьори Никита Михалков и Андрей Кончаловски.
Суриков е силно привлечен от руската история и обръщайки се към най-сложните и преломни моменти в нея, се стреми, опознавайки миналото, да намери отговор на вълнуващите въпроси от настоящето. С дълбочина, обективност и проницателност той разкрива трагичните противоречия в историята, логиката на нейното развитие, изпитанията, през които преминават различните обществени групи, борбите по времето на Петър I, епохата на разкол, годините на народно недоволство. Привличат го силните характери, изпълнени с яростна решимост и неукротим дух. В своите монументални по форма картини създава новаторски тип композиция, при която общото движение на хората, обхванати от сложна гама на преживявания, изразява дълбокия вътрешен смисъл на събитията. Колоритът в произведенията му, ритъмът на цветните петна, фактурата и направлението на движение на четката усилват психологическата характеристика на изобразените хора, а подборът на цветовете понякога придобива почти символично значение. Създава поредица от картини с историческа тематика, като едни от най-впечатляващите и монументални платна са експонирани в Третяковската галерия. През 1881 година става член на групата на передвижниците и оттогава участва редовно със свои картини в изложбите им.

## 1881 – 1887
- Стилът, духът и архитектурата на Москва изиграват съществена роля за създаването на първия му шедьовър от серията исторически картини – голямото платно „Утрото на екзекуцията на стрелците“, завършено през 1881 година.[1] Творбата е посветена на трагичните събития от 1698 година, когато след последния метеж на стрелците, стотици от тях са екзекутирани на Червения площад в присъствието на Петър I.[9] Самата екзекуция не е показана, по-скоро Суриков се е спрял на душевните преживявания и на това как всеки персонаж изживява последните мигове от своя живот. Впечатлението на дълбок трагизъм е подсилено от тъмния и мрачен колорит на картината.[10] Художникът показва големия конфликт между руското Средновековие и новото време, от който нито една от страните не излиза като победител.[1] Композицията на платното е впечатляваща. По принцип създаването на силна композиция е една от най-добрите страни в живописта на Суриков. По тази причина, още в академията, получава прозвището „Композиторът“. Това е първата картина от историческата трилогия, в която влизат още „Меншиков в Березово“ и „Болярката Морозова“.[9] С нея участва в Деветата изложба на передвижниците през 1881 година.[7] Отзивите на Репин са изключително добри, а Павел Третяков я купува още от изложбата за 8000 рубли. Тези пари дават възможност на художника спокойно да продължи да рисува.[11]

- Дарбата си на исторически живописец Суриков затвърждава и с картината си „Меншиков в Березово“, създадена през 1883 година.[1] За неин сюжет служи историята на падането на генералисимус Александър Меншиков, най-близкият сподвижник на Петър Велики, който загубва в борбата за власт след смъртта на първия руски император.[12] Художникът представя тежката съдба на някога могъщия царедворец и неговото семейство, заточени в далечното Березово в Сибир.[1] Идеята му идва в една дъждовна вечер, в малка, ниска къщичка, когато цялата композиция на картината изниква в съзнанието му. В това платно има една особеност, отличаваща го от другите шедьоври на Суриков – тук няма тълпи, които задължително се появяват в историческите му творби.[12] За модел на бледата и болнава дъщеря на княза художникът използва жена си, която действително по това време е болна от туберкулоза и умира през 1888 година.[7] Картината отново е откупена от Павел Третяков.[5]

- В „Болярката Феодосия Морозова“ от 1887 година е отразено пътуването към заточение на дворцовата болярка и сподвижница на старообредниците Морозова, чийто образ е показан, проникнат от страстна и фанатична убеденост.[1] Разколът, който настъпва след църковните реформите на патриарх Никон, предшествали реформите на Петър I, е първият остър сблъсък на старото и новото в Русия. Един от сюжетите в този разкол е участието на болярката Феодосия Морозова, една от най-ревностните и активни привърженици на метежния протопоп Авакум Петров. През 1571 година е арестувана, хвърлена в затвора и измъчвана в Боровския манастир. Аристократката не се отказва от убежденията си и по-късно е оставена да умре в затвор-землянка от глад. Суриков отразява в картината си момента, когато изтерзаната и измъчена жена е влачена в шейна през цяла Москва, по отрупаните с народ улици, на път към манастира. Населява историческото платно с образите на живи хора, които е срещал в Сибир и Москва и показва различното им отношение към старообредницата.[9] Дълго време не може да намери типаж за болярката и накрая неин прототип става леля му Авдотя Торгошина. Нейният мъж е изобразен на картина „Утрото на екзекуцията на стрелците“ – стрелецът с много дълга и черна брада. Смеещият се търговец в лявата част на картината всъщност е бившият дякон в сухобузимската църква „Света Троица“, който позира за етюда още през 1873 година в Красноярск. Странникът с тояга, в дясната част на картината, е преселник, когото Суриков среща по улиците на Сухой Бузим.[5] С голямо майсторство е пресъздаден архитектурният облик, смесица от Красноярск и стара, заснежена Москва и изпълващата улицата тълпа. С нестихваща любов към прекрасното, плод на народното творчество, Суриков изобразява дрехите, бродериите, живописните елементи, дърворезбата.[8] Картината участва в изложба, след което е закупена от Павел Третяков. Така художникът си осигурява необходимите средства за пътуване извън Русия.[7]

През лятото Суриков заминава за Красноярск, където на 8 август 1887 наблюдава пълно слънчево затъмнение. Веднага рисува ескиз по това събитие, който се съхранява в Тверската картинна галерия. През същата година започва работа над няколко портрета, като един от първите става прекрасният портрет на майка му. Вероятно през същата година е създаден портретът „Моят брат“.
В процеса на работата над големите си картини, ревностно подбирайки модели за тях, Суриков създава редица забележителни портрети, пейзажи, натюрморти. Значително е и творчеството на Суриков като портретист. Това са прекрасните етюди към историческите му платна, самостоятелните портрети и многобройни автопортрети. Рисува предимно близки хора, картини, прости като композиция, но изключително силни и цялостно съгласувани по отношение на колорита. В дълбочина са разкрити характерите в картините „Портрет на доктор Езерски“, „Портрет на човека с болна ръка", както и в красивите му женски образи в портретите на Доможилова, Александра Емелянова, Н.Ф. Матвеева и други.

## Европа
През годините художникът посещава много европейски страни – Германия, Франция, Австрия (1883 – 1884), Швейцария (1897), Италия (1900) и Испания (1910). Първото му пътуване започва през 1883 година. Запознава се и изучава картините на Паоло Веронезе, Тициан Вечелио, Якопо Тинторето, а вниманието му е силно привлечено от европейското изкуство. Работи много и задълбочено върху различни етюди, търсейки нови колоритни решения. Рисува картината „Сцена от римския карнавал“, която е показана на 13-а подвижна изложба. Смеещото се мургаво лице на момичето се свързва чудесно с розовото домино, плътно обхващащо лицето ѝ.

## Сибир
След смъртта на жена си през 1888 година Суриков изпада в дълбока депресия и за известно време изоставя живописта. На следващата година заминава с дъщерите си за Красноярск, с идеята да остане там завинаги. През този период рисува единствено картината „Изцелението на сляпо родения“. През следващите две години пътува много из огромната сибирска територия, което му помага да преодолее тежкото си душевно състояние. През 1890 година се завръща отново в Москва и започва да рисува интензивно, а 5 години след това умира и майка му.

## Отново в Москва
- Брат му Александър се опитва да му помогне, като му дава идеята за нова картина, която Василий осъществява.[13] Това е платното „Снежното градче“, нарисувано през 1891 година и посветено изцяло на живота на обикновените хора.[7] Работата изобразява старинна сибирска игра, много популярна в казашките среди, провеждана в последния ден на Сирни заговезни. Помагат му детските впечатления и споменът от една такава веселба – снежният град и черен кон, тичащ право срещу него. Художникът вплита образа на този кон в новата си картина. От двете страни се е събрала тълпа, в средата е построена снежна стена, а конниците се надбягват за да видят кой пръв ще премине през нея.[9] В дясната част на картината е нарисуван и брат му Александър – мустакат мъж, седнал в шейна. Там седи, изобразена в профил и Екатерина Рачковска, жена на известен красноярски лекар.[5] Игрите на Сирни заговезни са представени едновременно като весела и съкрушително страшна стихия.[7] По утвърдения си маниер той рисува много от образите от натура, а приятелите му, специално за него, инсценират пълния вариант на тези игри в село Лодейка. Започва нов етап от творчеството на Суриков, който се отличава с полифонична композиция и наситеност на колорита.[13] През 1900 година, когато предприема третото си пътуване в Европа, картината получава сребърен медал на Световното изложение в Париж.[2]

- В историческите платна от 1890-те години Суриков се обръща към друга проблематика, като разглежда събития от миналото на руския народ, при които той действа като единна сила и извършва героични подвизи за прослава на Родината.[8] Към този тип спада платното „Покоряването на Сибир от Ермак“ от 1895, което поглъща цялото му внимание и той го рисува цели 4 години.[1] Интересен е фактът, че Суриков замисля композицията на картината, преди да прочете и да се запознае с летописа на събитията.[7] Първите ескизи се появяват още по време на лятното му пътуване в Красноярск през 1891 година.[14] В платното е отразена епична сцена от руската експанзия в Сибир и нападението на войските срещу сибирските народи.[1] Събитието става през октомври 1582 година, когато казаците, начело с легендарния атаман Ермак Тимофеевич, превземат столицата на сибирското ханство Кашлик. По време на тази битка шепа мъже, чийто потомък е самият художник, разбиват огромната войска на хан Кучум. Картината отбелязва поредното завръщане на Суриков към съдбоносните моменти в руската история – присъединяването към Русия на богатите Зауралски територии.[14] Платното е закупено през 1895 година от руския император Николай II.[2] По време на работата си над тази картина Суриков става действителен член на Петербургската художествена академия.[5]

- През 1899 година завършва картината „Преходът на Суворов през Алпите“, започната 4 години преди това. Посветена е на легендарния поход на руските войски през Швейцарските Алпи при кампания, свързана с настъплението към Франция, останал едно от великите събития в руската история.[7] Верен на своята живописна практика, той специално заминава за Швейцарските Алпи, за да види със собствените си очи обстановката, необходима му за платното. Силно впечатленият художник съобщава в писмо до брат си „Ледовете са страшно високи, а ехото е безконечно“. При работата му се налага да разреши трудна композиционна задача. Скицира няколко варианта и накрая се спира на вертикален формат, съвършено необичаен за баталните произведения. Построява картината така, като че ли лавината от войници в буквален смисъл се втурват върху зрителя. Най-същественото и забележително в нея са изобразеното движение и беззаветната храброст.[15] Той представя това много тежко преминаване през планината като народен подвиг. Лицата, позите и жестовете на войниците са пресъздадени, излъчвайки борба между съзнанието за дълг и естествения човешки страх.[7] В левия горен ъгъл, при внимателно разглеждане на войниците, се вижда поредица от великолепно нарисувани психологически типове. Показва картината си на 27-а изложба на передвижниците, за 100-годишнината от това събитие.[15]

През 1890-те години се занимава и с портретна живопис. Суриков създава цяла галерия от прекрасни женски образи, един от които е „Сибирска красавица“. На нея отново е изобразена Екатерина Рачковска, съпругата на красноярския лекар. Рисува я по време на лятното си пътуване из Русия през 1891 година. По-късно тя служи като модел за преработката на образа на болярката с жълта кърпа в картината „Болярката Морозова“.
През 1901 година Суриков вижда брошура, посветена на Красноярския бунт против войводата Алексей Башковски, започнал през от 1695 година и продължил три години. В него вземат участие и негови предци – Пьотър и Иля Сурикови. През същата година художникът започва да работи над картината „Красноярският бунт от 1695 година“, която остава недовършена.
- Последното историческо платно на художника е „Степан Разин“, върху което работи от 1903 до 1907 година.[7] Прототип на Разин става красноярският учен Иван Савенков, или синът му Тимофей. Възможно е ранните етюди да са правени с бащата, а по-късните – със сина.[5] Първият ескиз за картината, създаден по мотиви на известна народна песен, прави още през 1887 година.[17] Платото отразява епизод от живота на любимия народен герой.[1] По Волга плува лодка, хората в нея са весели, а само Степан Разин, полуизлегнат, се е отдал на мислите си. В последния вариант вече не се забелязва никаква илюстративност, а за песента напомня само музикалността на композицията.[17] Суриков продължава да работи върху картината дори когато тя е експонирана на изложба през 1906 година – няколко пъти рано сутрин се промъква и поправя фигурата на Разин.[5][7] И трите картини в наше време са изложени в Руския музей в Санкт Петербург.[1]

- В стремежа си да постигне максимална убедителност и образност на действието, в по-късните си работи Суриков намалява броя на фигурите, като едновременно с това засилва изразителността на фактурата и колорита. Това се наблюдава и в последната голяма картина на художника – „Посещение на принцесата в женски манастир“ от 1912 година.[1] Прототип на принцесата стават двете внучки на художника – Наталия Кончаловска и Ася Добринска.[5] За разлика от другите негови исторически картини, тя не е пряко свързана с някакво историческо събитие или конкретна личност. Темата е трагичната съдба на руските принцеси. Църквата забранява да се омъжат за чужденец, дори и да отговаря на тяхното обществено положение, а брак със съотечественик е неприемлив, дори и най-знатен болярин, тъй като всички стоят по-ниско по социалната стълбица. За тях остава един-единствен път – да постъпят в манастир. Суриков построява картината си на базата на контраста между разцъфтялата младост на принцесата и облечените в черно монахини, чиито лица излъчват лицемерие и фалш. С тази картина той изразява преобладаващото обществено мнение, отнасящо се критично към живота в манастирите.[18] Тя е показана на изложба на Съюза на руските художници през 1912 година.[7]

През 1907 приключва връзките си с групата на передвижниците, а през следващата година става член на Съюза на руските художници.

## Последни години
Най-добрите работи на Суриков се открояват със забележително конструктивен, а не само декоративен, колорит. Късните акварели на художника, рисувани при последното му пътуване извън страната, впечатляват с цветовата си изразителност. Особено силни са тези, създадени в Испания, закъдето майсторът заминава през 1910 година заедно със зет си, художника Пьотър Кончаловски. В тях Суриков се проявява като предтеча на ново течение в изкуството. В късните си години рисува поредица от свои автопортрети и акварелни пейзажи.
Започнатата картина „Княгиня Олга посреща тялото на княз Игор, убит от древляните“ остава недовършена. Тя е замислена през 1909 година, по време на пътуването на художника до езерото Шира в Хакасия. Картината е посветена на убийството на княза от племето древляни, от които се опитва да събере голям данък. Суриков успява да направи само композицията за картината си.
Последният, създаден от него исторически образ, е този на Емелян Пугачов. Запазен е само ескиз с молив, рисуван през 1911 година. Предводителят на селското въстание е изобразен, заключен в клетка. Лицето на Пугачов, при цялата своя ескизност, носи огромен емоционален заряд. Поразителна е силата на горящия му поглед, насочен към всички, които са на свобода, които не са с оковани ръце и които могат отново да се вдигнат на борба.
През лятото на 1914 година Суриков посещава Красноярск, където рисува поредица от пейзажи – „Красноярск в района на Благовещенската църква“, „Шлеп по Енисей“ и няколко акварела. Остава незавършена и картината „Благовещение“, започната през 1914 година, в която художникът изцяло преминава в религиозния вариант на стил модерн. Сега тя се пази в Красноярския художествен музей, носещ неговото име.
В началото на 1915 година заминава за лечение на сърдечно заболяване в Крим, което не му помага. Василий Суриков умира от коронарна склероза в 4 часа и 15 минути вечерта, на 6 (19) март 1916 година в московския хотел „Дрезден“, на 68-годишна възраст. Погребан е до съпругата си във Вагановското гробище. Членовете на императорската фамилия почитат паметта му, като изпращат съболезнователни телеграми и венец на гроба му.

## Памет
- В Красноярск е открит Дом-музей на Суриков и негов паметник от бронз и гранит, създаден през 1954 година от скулптура Леонид Ейдлин.[8] Дъщерите му подаряват на музея негови четки, палитрата и боите на художника, гипсовата маска, снета след смъртта му, негов бюст от Сергей Меркулов, албуми, етюди и други вещи.[19] През 2002 година е поставена нова статуя на художника от скулптора Юрий Злотя.[20]
- През 1959 година в СССР излиза историко-биографичният игрален филм „Василий Суриков“ на режисьора Анатолий Рибаков, по сценарий на Емил Брагински и Василий Яковлев. Ролята на Суриков се изпълнява от Евгений Лазарев.[21]
- Московският държавен академичен художествен институт носи неговото име.[22]
- Паметта за Суриков е увековечена даже в космоса, неговото име носи кратер на Меркурий.[22]
- Улици на името на Суриков се намират в Красноярск, Липецк, Новосибирск, Киев и няколко села.
- Танкер с неговото име плува под флага на Енисейското речно параходство.[23]
- Комфортен четирипалубен туристически кораб, построен в Австрия носи името на Суриков.[24]

- Голям маскарад през 1722 година по улиците на Москва с участието на Петър I и княз Ромодановски (1900)
- Императрица Ана Йоановна в Петродворец стреля по елени (1900)
- Княгиня Олга посреща тялото на княз Игор, убит от древляните (недовършена)
- Красноярският бунт от 1695 година (композиция)
- Минусинската степ
- Принцеса Ксения Годунова (ескиз на неосъществена картина, 1881)
- Портрет на губернатор Замятин (акварел, 1860)
- Наталия Матвеева (1909)
- Княгиня Полина Шчербатова (1910)
- Портрет на С.А. Кропоткина с китара (1882)
- Болярска девойка със скръстени ръце (1884 – 1887)
- Глава на млад казак (1905)